# Arvales

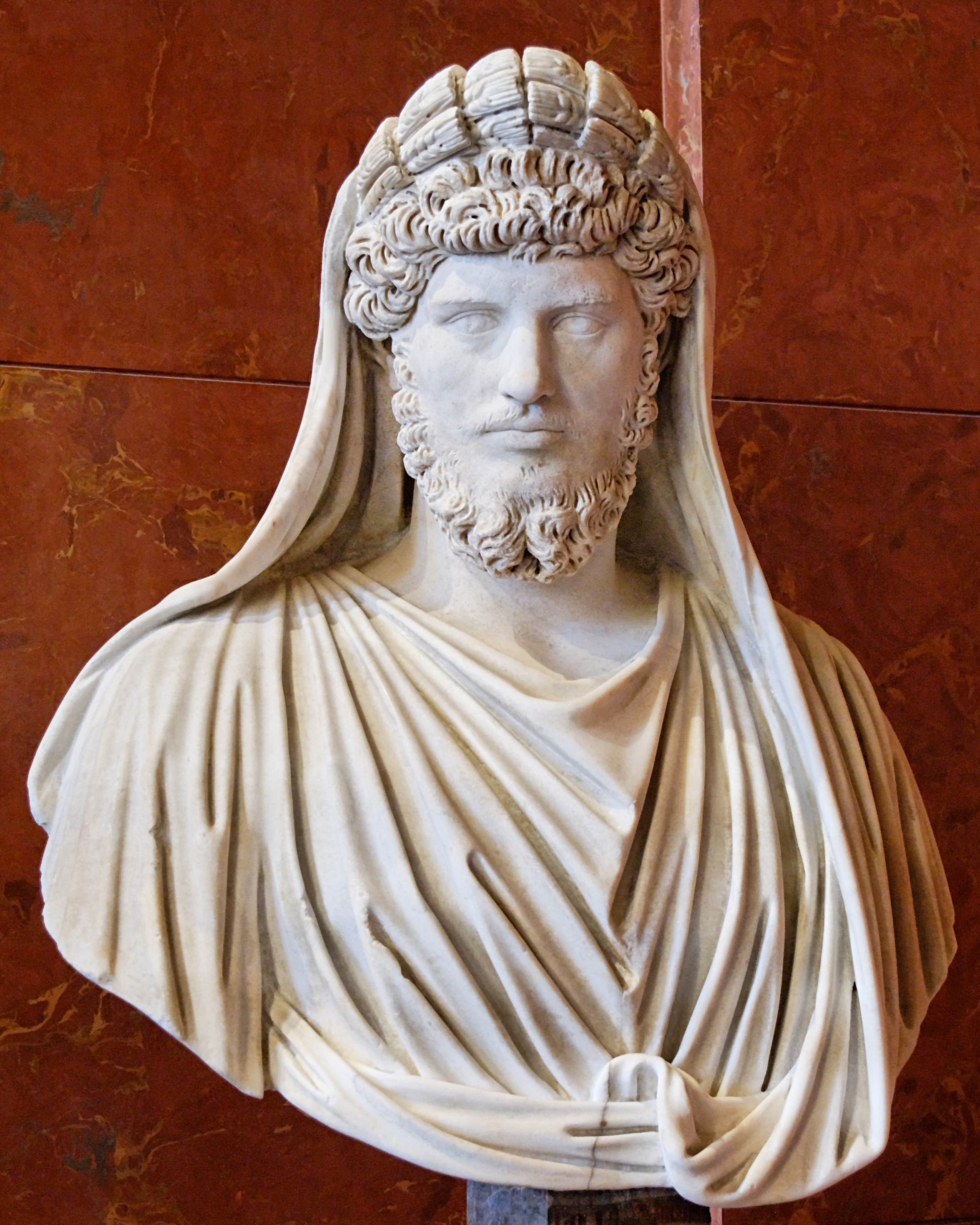
Escultura de Luci Aureli Ver representat amb la indumentària dels fratres arvales (ca. 160 dD), conservada al museu del Louvre.

Els Fratres Arvales («germans del Camp») eren un col·legi de sacerdots compost d'una dotzena de membres vitalicis que es dedicaven al culte a Dea Dia, una antiga divinitat de la fertilitat, que se suposa es va identificar amb Ceres.

## Orígens
Segons la tradició llegendària aquests sacerdots eren dotze germans, fills d'Acca Laurèntia, la qual els va inculcar el respecte pels lares. En morir un dels germans, el rei Ròmul que era fill adoptiu d'Acca, va ocupar el seu lloc.
Varró va escriure que el seu nom s'havia originat a partir de la paraula llatina arva («camp llaurat»).
Entre els sabins hi havia un cos semblant anomenat els Titii sodales i no se sap fins a quin punt un podia haver influït en la creació de l'altre.

## Organització i funcions
L'elecció dels nous membres es feia per cooptació a proposta del president, que era elegit cada any entre els seus membres. Tenien rang de pontífex major i vestien la toga pretexta i al cap duien una corona d'espines amb trossos de vel blanc lligats. Els seus membres eren triats entre persones d'alt rang i a l'època imperial fins i tot alguns emperadors van ser arvals, com Hadrià l'any 118.
Es reunien a l'edifici de la Règia on retien culte a Dea Dia, una deessa de la qual es té poca informació i que, de vegades se l'ha identificat amb Acca Laurèntia, però més aviat es creu que va derivar en la figura de Ceres. Les actes de les seves reunions eren enregistrades en plaques de marbre.
Tenien assignades dues festivitats a l'any:
- L'ambarvàlia, una cerimònia de purificació dels camps que es feia al mes de maig i podia durar fins a tres dies: dos a Roma i un dia més al camp.
- La celebració en record d'Acca Laurèntia, al desembre.

## Lesactes arvae
El primer fragment de les actes inscrites en marbre es va trobar el 1570 en una vinya a 7 km de Roma a la riba dreta del Tíber. Altres es van trobar a les vinyes de la família Ceccarelli, primer de forma fortuïta i més endavant a partir de les excavacions arqueològiques que van començar el 1866 i que encara continuen. Aquest camp de vinyes va ser en l'antiguitat el bosc sagrat dedicat a Dea Dia. El 1980 ja s'havien recollit uns 240 fragments, resultat de 55 anys de treballs d'exploració. Aquests fragments tenen diferents datacions, les quals van des del 28 aC i el 240.
Entre les actes trobades n'hi ha de diversos tipus, a partir de l'any 87 segueixen un model establert per Domicià.

### Actes del 38
Aquest model d'actes es van descobrir el 1978. S'havien fet servir en la pavimentació de l'oratori de les Catacumbes de Generosa (Roma). Juntament a altres fragments trobats entre 1867-70 formen un text de 70 línies i en elles consta el nom dels cònsols de l'any 38.

### Actes del 218 iCarmen Arvae
Les actes de l'any 218 contenen un antic càntic conegut amb el nom de Carmen Arvae.El seu significat ha sigut difícil de desxifrar per estar escrit en un llatí arcaic.

### Actes del 240
Les actes més recents daten de l'any 240 i es van trobar el 1914 entre el material que es va fer servir per construir la fonamentació de l'església de San Crisogono in Trastevere.El text dona detall de reunions, fent constar el nom dels participants, els animals que sacrificarien, descripció de rituals i dels banquets presos en comú.

## Nota
1. ↑  Tot i que els historiadors antics parlen de dotze membres, fins al moment a les troballes arqueològiques només s'han trobat inscripcions amb nou membres per acta de reunió.